# Villa Friis

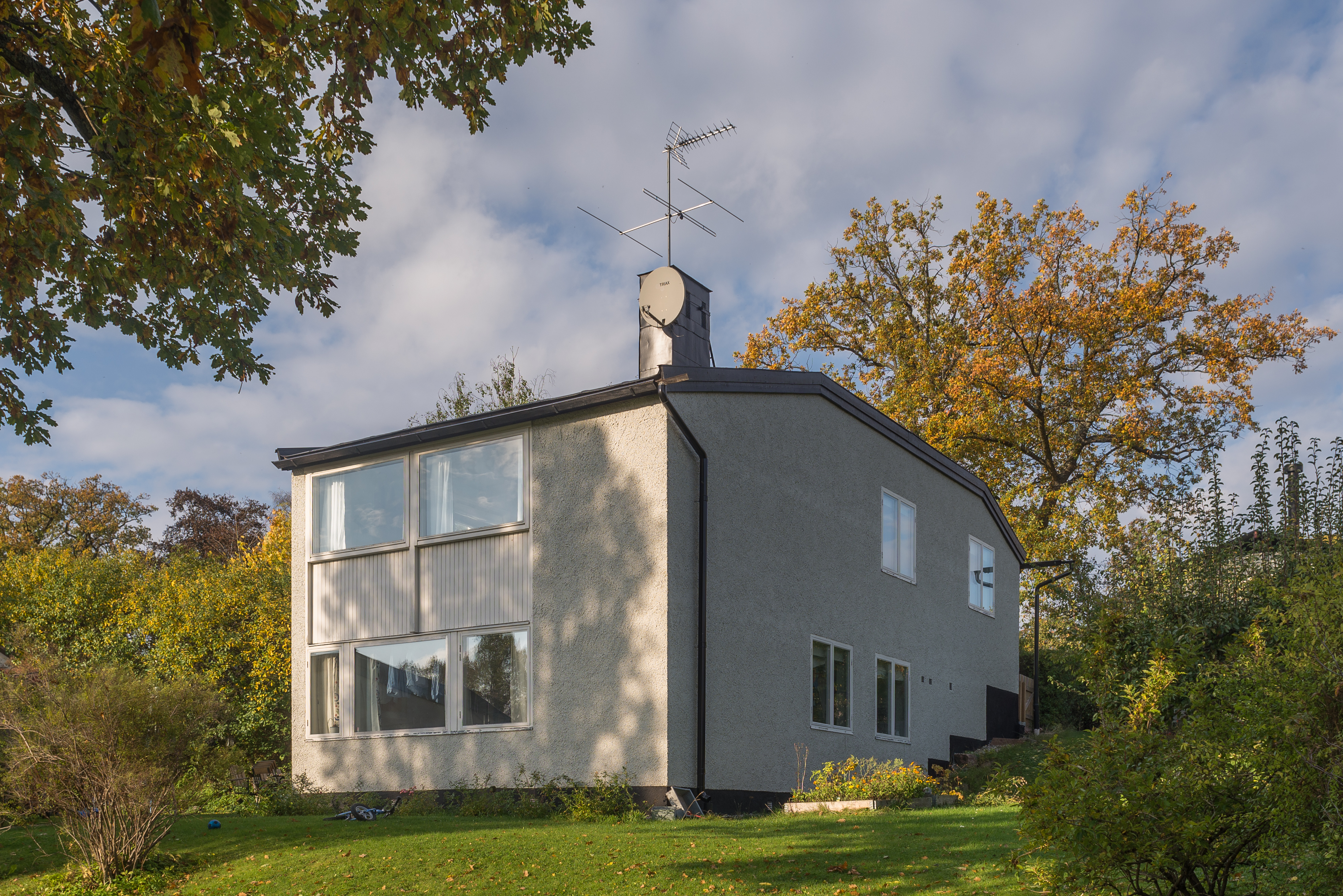
Villa Friis i september 2014.

Villa Friis är en villa på Drottningholmsmalmen, Ekerö kommun, ritad av arkitekt Peter Celsing och uppförd 1952–1955. 

## Byggnadsbeskrivning
Byggherren, Eva Friis (1924–2020), önskade att bygga en tvåvåningsbyggnad med statliga egnahemslån och med möjlighet att hyra ut en del eller hela övervåningen. På tomten uppförde hon senare (1956) en fristående ateljé med en liten bostad.
Fasadmaterialet består av lättbetong som utvändigt behandlades med spritputs, ursprungligen i en ljus, nästan vit kulör. Byggnadens gavelsida utgör samtidigt husets långsida. Taket är täckt med svartmålad falsad plåt. Villan har en enkel, avlång, rektangulär plan med vardagsrum, sovrum, bibliotek och uthyrningsrum på bottenvåningen samt kök, matrum, bad och flera sovrum på övervåningen.
Båda plan har egna entréer. Ett av sovrummen, som vetter mot söder var delbart och fönstren var utförda höj- och sänkbara med ett metallglasparti av märket IDESTA (design Sigurd Lewerentz). Detta arrangemang hade tillkommit på grund av lånebestämmelserna för att få ner nettobostadsytan och hela rummet hade uppgetts som ”veranda”.

## Nybyggda villan i Byggmästaren 1956

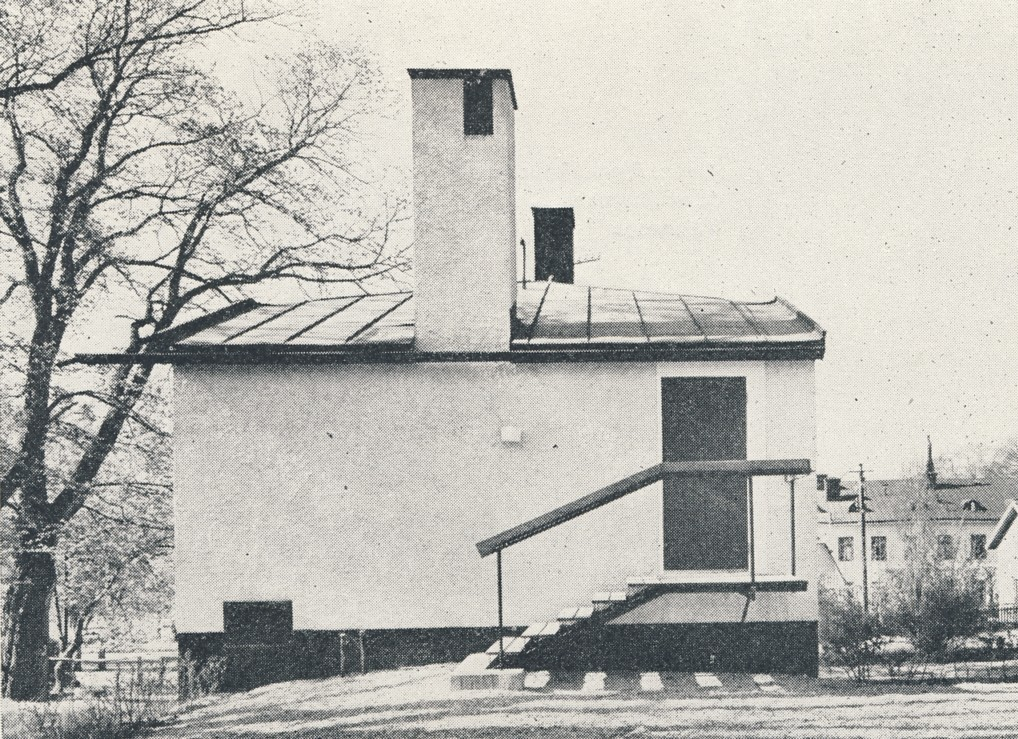
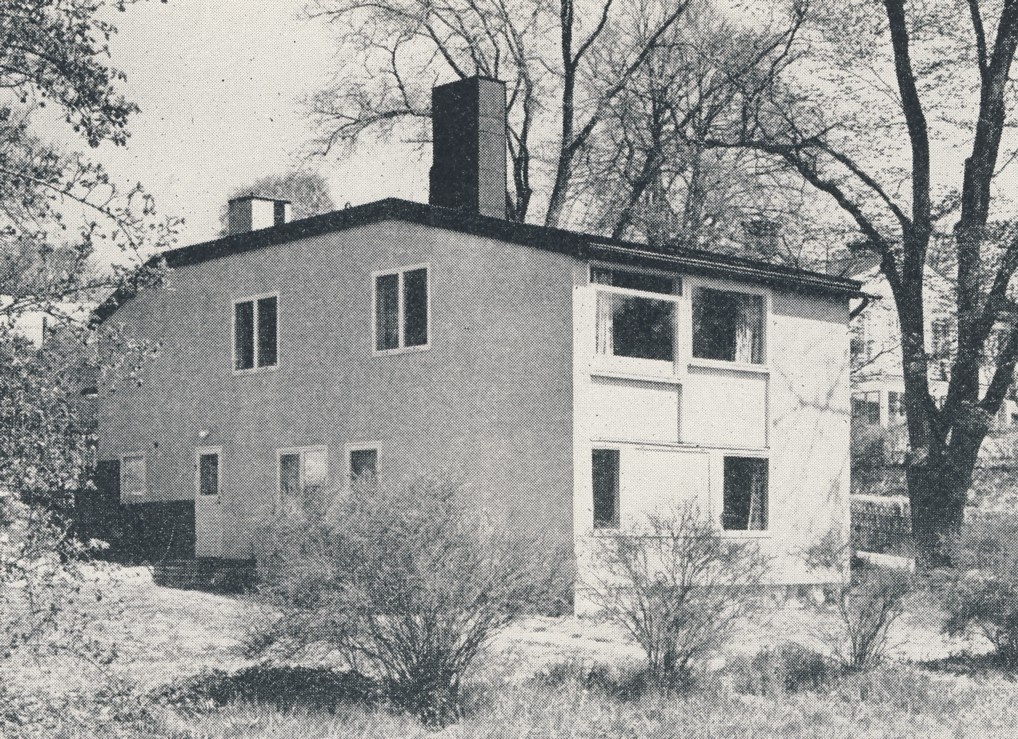
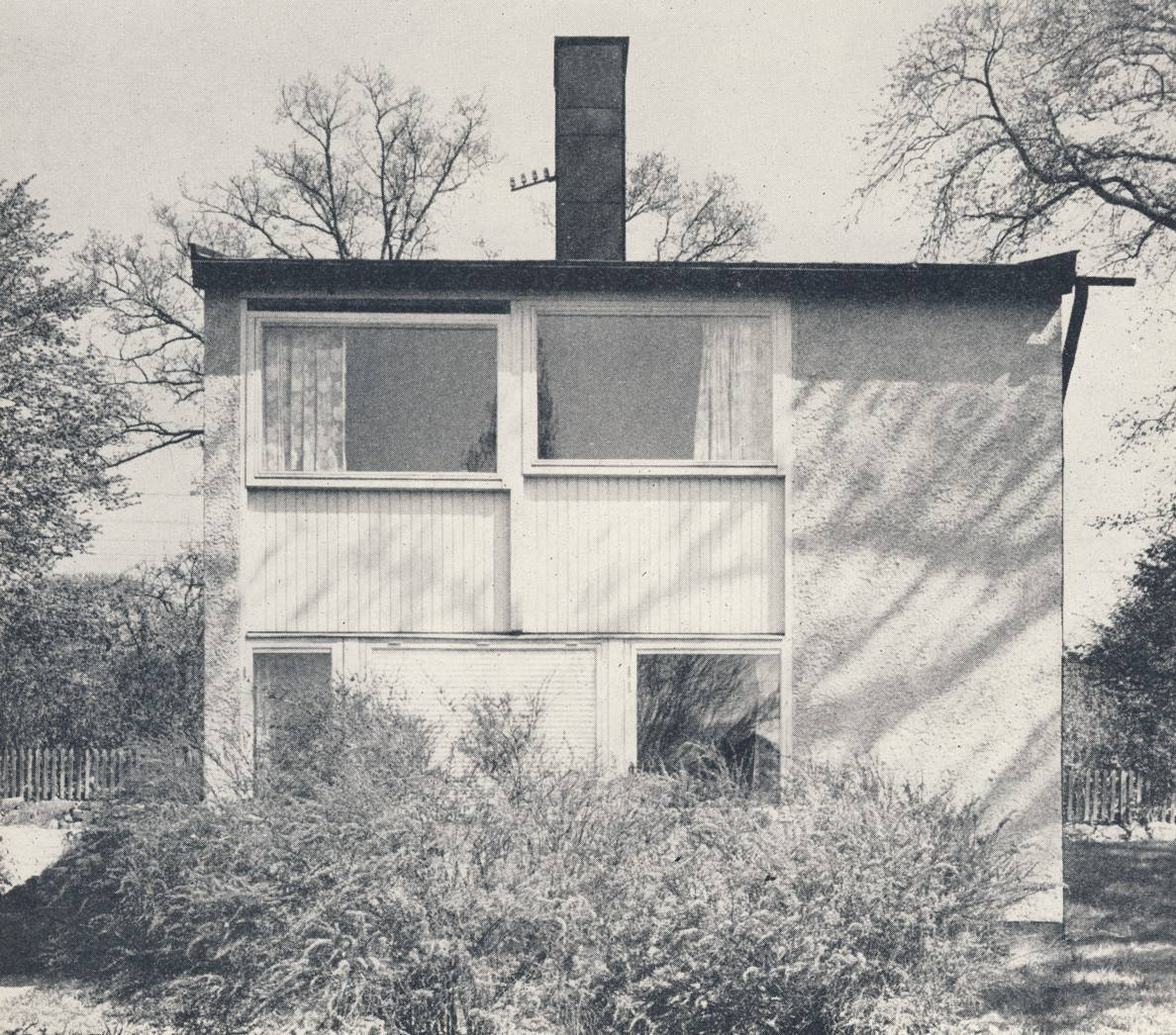